# Microsorum latilobatum
Microsorum latilobatum là một loài dương xỉ trong họ Polypodiaceae. Loài này được Hennipman & Hett. mô tả khoa học đầu tiên năm 1984.
Danh pháp khoa học của loài này chưa được làm sáng tỏ. 